# Monts Meili Xue
Les monts Meili Xue (tibétain : སྨན་རི།, Wylie : sman ri, THL : men ri (Mainri) ; chinois simplifié : 梅里雪山 ; pinyin : méilǐ xuěshān ; litt. « mont enneigée Meili ») sont un massif montagneux dont le point culminant est le Kawa Karpo culminant à 6 740 mètres d'altitude. Ils font partie des monts Hengduan, à la jonction entre le xian de Dêqên, préfecture autonome tibétaine de Dêqên, dans la province du Yunnan, et la région autonome du Tibet, en République populaire de Chine. Ils sont classés par l'office du tourisme chinois en catégorie AAAA.
Ils se trouvent à 550 km au nord-ouest de Kunming et 750 km à l'est-sud-est de Lhassa, dans la région des fleuves Jinsha, Lantsang et Salouen.

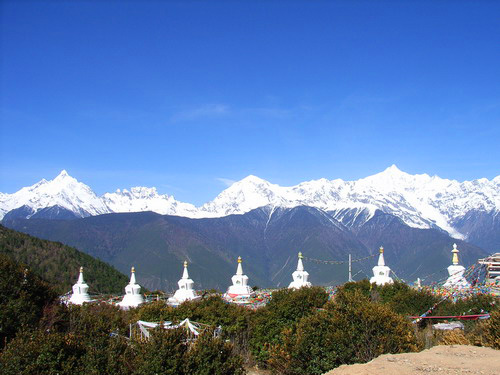
Vue du massif depuis Fei Lai Si.

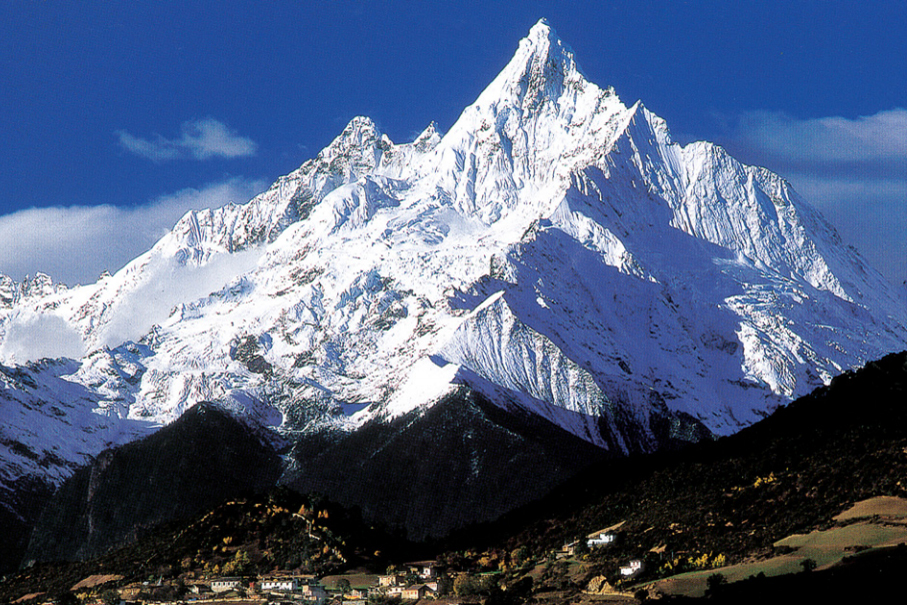
Vue du Men Tsunmo (6054 m).